# Sofiane Diop
Sofiane Diop, född 9 juni 2000, är en fransk fotbollsspelare som spelar för Nice.

## Karriär
I juni 2018 värvades Diop till  AS Monaco från Rennes. Diop debuterade den 4 augusti 2018 i en 4–0-förlust mot Paris Saint-Germain i Trophée des Champions, där han blev inbytt i halvlek mot Pelé.
Den 12 september 2019 lånades Diop ut till Sochaux på ett låneavtal över resten av säsongen 2019/2020. Den 29 augusti 2022 värvades han av Nice.